# قمعوثة
قُمْعُوثَة (الاسم العلمي: Catocala)، جنس حشرات عثية من فصيلة الأربوسية. تضم أكثر من 250 نوعًا. يوجد أقل من النصف منها في أمريكا الشمالية - معظمها في الولايات المتحدة - بينما البقية توجد في أوراسيا. وحوالي الخُمس (حوالي 30) من هذه الأنواع تستوطن أوروبا. وتوجد بعض الأنواع في المناطق الشمالية  للإقليم المداري الجديد وإقليم هندوملاوي.